# Distretto di Shofirkon
Il distretto di Shofirkon è uno degli 11 distretti della Regione di Bukhara, in Uzbekistan. Il capoluogo è Shofirkon.
| Controllo di autorità | VIAF (EN) 39147662931060550839 |